# ویل سمسون
ویل سمسون (انگلیسی: Will Sampson؛ ۲۷ سپتامبر ۱۹۳۳ – ۳ ژوئن ۱۹۸۷) هنرپیشه اهل ایالات متحده آمریکا بود.

## گزیده فیلمشناسی
از فیلم‌ها یا برنامه‌های تلویزیونی که وی در آن نقش داشته‌است می‌توان به نقش چیف در فیلم فراموش نشدنی دیوانه از قفس پرید و همچنین آثار زیر نام برد.
- دیوانه از قفس پرید (۱۹۷۵)
- بوفالو بیل و سرخپوستان، یا درس تاریخ گاو نشسته (۱۹۷۶)
- جوسی ولز یاغی (۱۹۷۶)
- ارکا (فیلم) (۱۹۷۷)
- ارواح خبیثه ۲ (۱۹۸۶)